# Johan August Warnberg
Johan August Warnberg, född 17 juli 1843 i Töcksmarks församling, Värmlands län, död 4 februari 1927 i Brålanda församling, Älvsborgs län, var en svensk folkmusiker och riksspelman. Warnberg deltog i Riksspelmansstämman på Skansen 1910.